# Yllenus validus
Yllenus validus är en spindelart som först beskrevs av Simon 1889.  Yllenus validus ingår i släktet Yllenus och familjen hoppspindlar. Inga underarter finns listade i Catalogue of Life.